# Marko Orešković
Marko Orešković (né le 3 mars 1896 à Široka Kula (en) et mort le 20 octobre 1941 à Veliko Očijevo) était un Partisan communiste croate, qui s'est battu en Yougoslavie contre les nazis lors de la Seconde Guerre mondiale. Il a reçu le titre de héros national de la Yougoslavie le 26 juillet 1945.

## Biographie

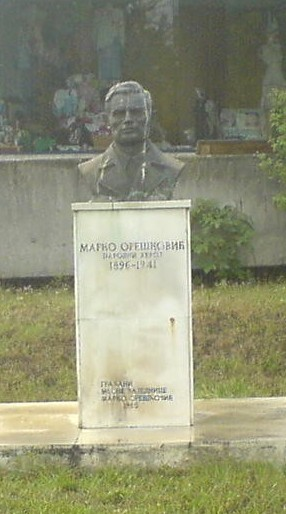
Le buste de Marko Orešković à Novi Beograd, en Serbie

Marko Orešković est né à Široka Kula (en), près de Gospić, dans une région qui faisait alors partie de l'Autriche-Hongrie. À 15 ans, il quitta le domicile familial pour gagner sa vie en tant que mineur dans une mine de charbon en Allemagne. Pendant la Première Guerre mondiale, il fut intégré dans la marine austro-hongroise et fut incarcéré à cause de son rôle dans la mutinerie des marins lors de la bataille de Szent Istvan.
En 1925, Marko Orešković devint membre de la Ligue des communistes de Yougoslavie et, un an plus tard, il se rendit à Belgrade. En 1929 il fut arrêté par la police du royaume de Yougoslavie et condamné à cinq ans de prison.
Après avoir effectué sa peine, il participa à la Guerre d'Espagne du côté des Républicains. Il devint commissaire politique du bataillon Đuro Đaković qui faisait partie des Brigades internationales. Après la fin de la guerre, en 1939, il rentra en Yougoslavie, où il fut désigné comme membre du comité central du Parti communiste croate ; un an plus tard, il participa à la 5e conférence nationale du parti. Peu après, il fut arrêté par les autorités et interné dans la prison de Lepoglava, dont il réussit à s'échapper.
Après l'invasion de la Yougoslavie par les forces de l'Axe en 1941 et l'établissement de l'État indépendant de Croatie (NDH), le parti envoya Orešković préparer le soulèvement armé de la région de la Lika, sa région d'origine. L'insurrection remporta un succès certain, notamment en raison des persécutions subies par les populations locales serbes de la part du nouveau régime des Oustachis. Orešković, avec son expérience de la guerre, devint bientôt l'un des chefs les plus populaires de la région.
En octobre 1941, Orešković devint le premier commissaire politique des détachements de Partisans de la Lika et, peu après, devint membre du Quartier général suprême de Croatie. Mais, tandis qu'il était à Drvar pour se concerter avec d'autres chefs insurgés, il fut tué lors d'une embuscade organisée par les Partisans serbes de la région.